# Boscotrecase
Boscotrecase é uma comuna italiana da região da Campania, província de Nápoles, com cerca de 10.638 habitantes. Estende-se por uma área de 7 km², tendo uma densidade populacional de 1520 hab/km². Faz fronteira com Boscoreale, Ercolano, Ottaviano, Terzigno, Torre Annunziata, Torre del Greco, Trecase.

## Demografia
| Variação demográfica do município entre 1861 e 2011                               |
|                                                                                   |
| Fonte: Istituto Nazionale di Statistica (ISTAT) - Elaboração gráfica da Wikipedia |